# Brzeziny (Mokrsko)
Pour les articles homonymes, voir Brzeziny (homonymie).
Brzeziny est une localité polonaise de la gmina de Mokrsko, située dans le powiat de Wieluń en voïvodie de Łódź.